# 宁波大学
宁波大学（英文名：Ningbo University，缩写：NBU），1986年由世界船王包玉刚率先捐资创立、邓小平题写校名。由中国教育部、浙江省和宁波市共建共管，是国家“双一流”世界一流学科建设高校、“111计划”建设高校，浙江省重点建设大学，新兴的地方综合性大学。
宁波大学位于宁波市东北郊的宁波高教园区北区，占地3551亩，校舍总建筑面积近124.1万平方米；图书馆面积5.1万平方米，现有纸质图书251万册、电子图书230万册，拥有2家直属附属医院（其中1家正在筹建中）、10家非直属附属医院和9家教学医院。

## 历史

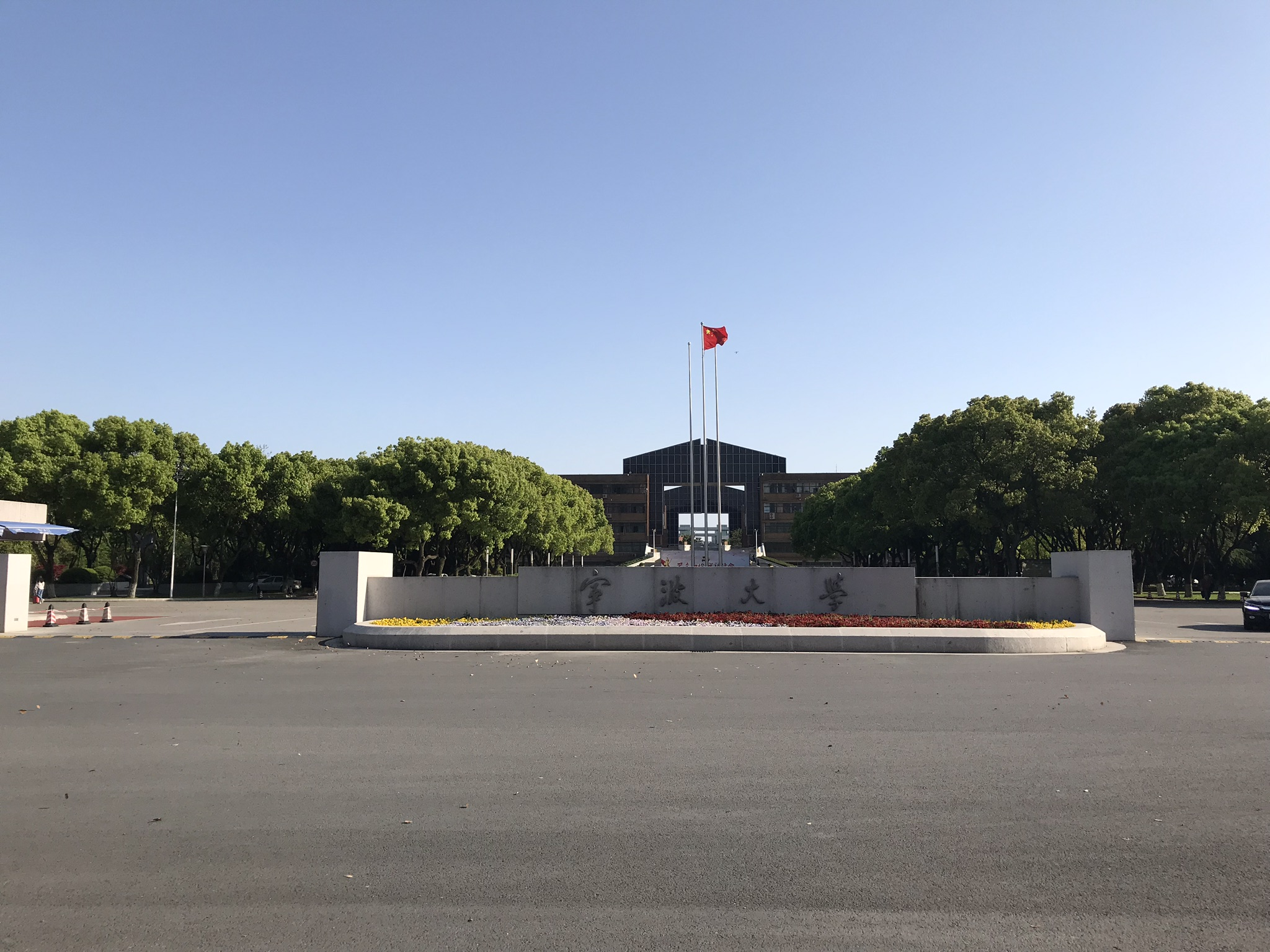
东校区正门

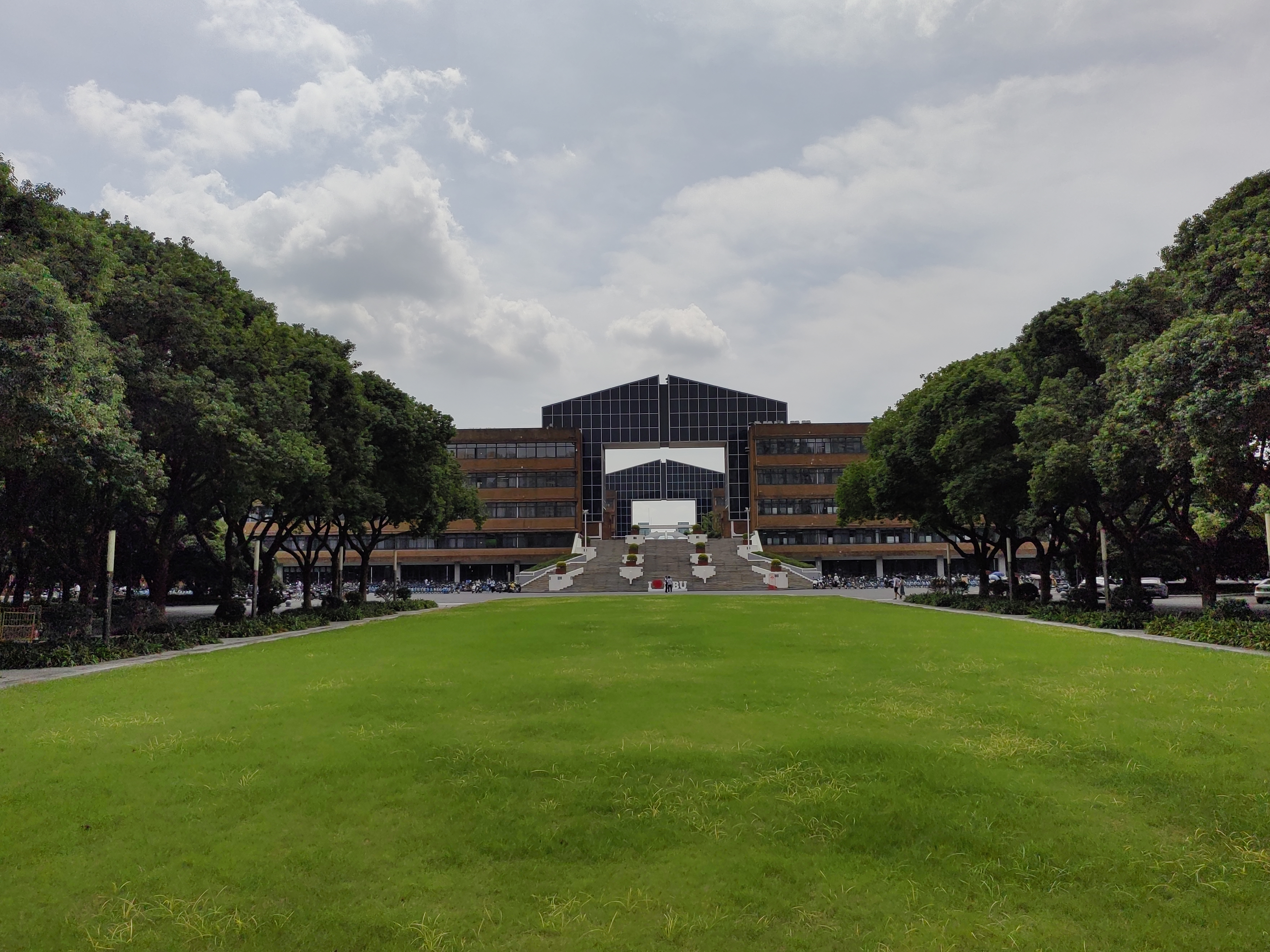
包氏教學樓

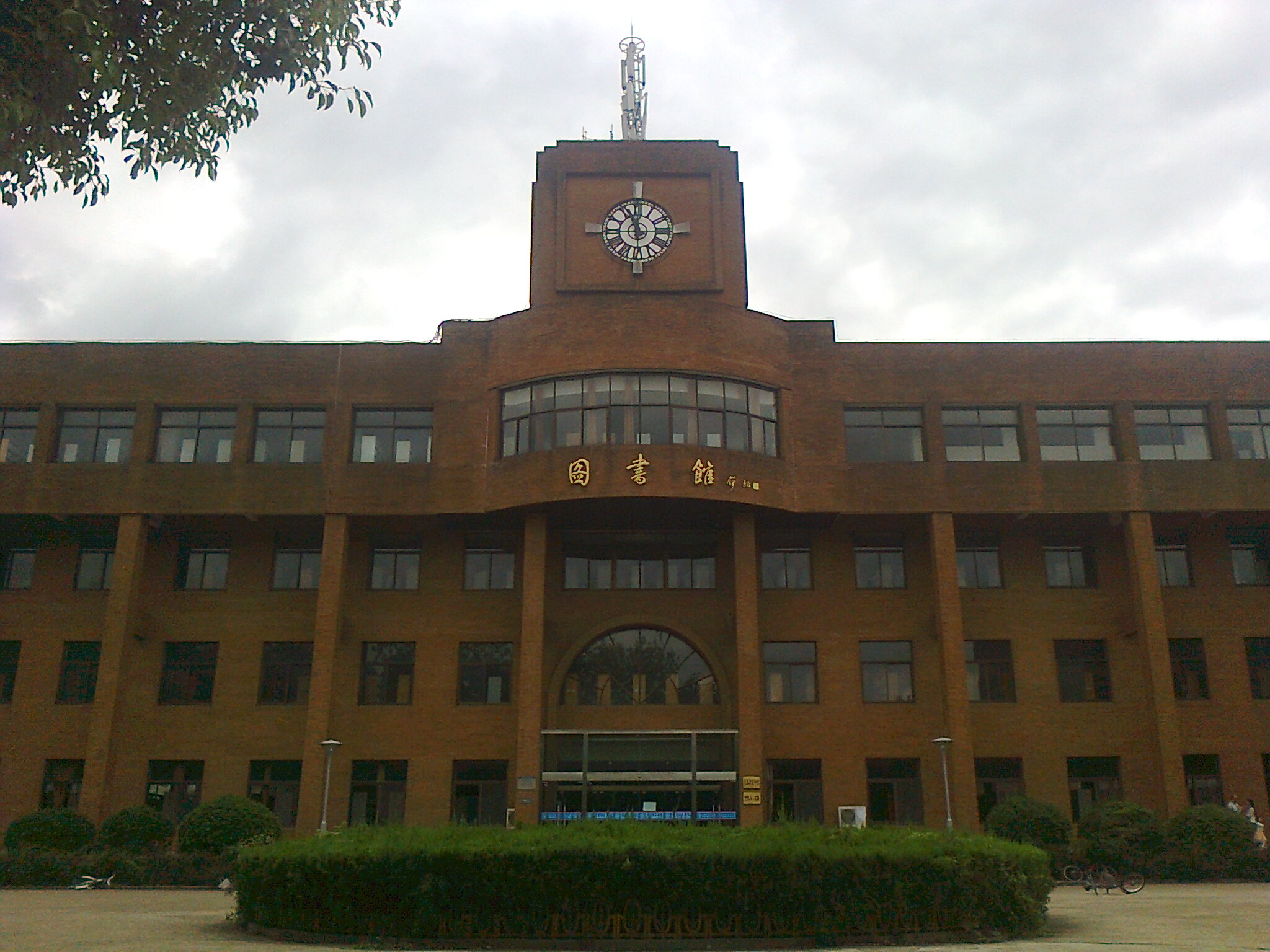
图书馆

1984年底，包玉刚先生决定出资兴建宁波大学。1985年9月25日，邓小平为宁波大学题写校名。1985年10月29日，宁波大学奠基。1986年9月10日，宁波大学如期开学；11月26日，宁波大学开学典礼隆重举行。
1992年，宁波大学列为全国高校招生第一批录取院校。
1996年，宁波大学合并宁波师范学院、浙江水产学院宁波分院，组建新宁波大学。
2000年，宁波大学被浙江省人民政府列为省重点建设大学。2000年后，宁波海洋学校、宁波林业学校、宁波师范学校等陆续并入。
2011年，国家海洋局与宁波大学共建学校涉海学科专业。
2012年被确定为浙江省，教育部，宁波市共建院校。
2015年4月，宁波大学被列为浙江省第一批重点建设高校。
2016年3月7日，由宁波大学和美国麻省理工学院共建的宁波(中国)供应链创新学院，在宁波大学正式挂牌成立。
2017年9月，入选国家“双一流”世界一流学科建设高校。
2022年，宁波大学“双一流”力学学科列入教育部警示名单。

## 文化传统

### 校训
宁波大学校训
实事求是，经世致用

### 题名
1985年，邓小平为宁波大学题写校名。

## 领导
- 历任校长
  - 朱兆祥
  - 朱自强
  - 吴心平
  - 张钧澄
  - 严陆光
  - 聂秋华
  - 沈满洪
  - 蔡荣根

## 院系设置
- 研究生院（页面存档备份，存于）
- 商学院
  - 国际经济与贸易系
  - 金融系
  - 经济系
  - 会计系
  - 工商管理系
  - 信息管理系
- 法学院
  - 法学系
  - 公共管理系
  - 政治学系
  - 思想政治理论教学部
- 体育学院
  - 体育学系
  - 运动系
  - 公共体育部、竞赛训练部
- 人文与传媒学院
  - 中文系
  - 历史系
  - 传播系
- 外语学院
  - 英语系
  - 日语系
  - 大学英语教学部
  - 德语系
- 艺术学院
  - 艺术设计系
  - 音乐系
  - 美术系
  - 美育教学部
- 物理科学与技术院
  - 物理系
  - 微电子科学与工程系
- 材料科学与化学工程学院 院长陈忠仁
  - 高分子科学与工程系
  - 化学系
  - 应用化学系
- 机械工程与力学学院
  - 机械工程系
  - 力学与工程科学系
  - 工业工程系和工业设计系
- 信息科学与工程学院 院长沈祥 （页面存档备份，存于）
  - 通信工程系
  - 电子信息科学与技术系
  - 计算机科学与技术系
  - 电子与电气工程系
- 建筑工程与环境学院 院长郑荣跃
  - 土木工程系
  - 建筑学系
  - 城市科学系
  - 环境工程系
- 海运学院
  - 航海技术系
  - 轮机工程系
  - 物流管理系
  - 船舶与海洋工程系
- 海洋学院
  - 海洋与水产系
  - 资源与环境系
  - 生物工程系
  - 食品科学与工程系
  - 生物科学与技术系
- 医学院
  - 教学由学院管理，只设研究所，不设系（部）
- 科技学院（民办）（页面存档备份，存于）院长王文斌
  - 法商分院
  - 人文分院
  - 理工分院
  - 生命医学分院
  - 艺术分院
- 国际交流学院
- 成人教育学院
- 阳明学院

## 校区
- 东校区（又称本部）
- 西校区（原宁波师范学院后为宁波大学科技学院校区，信息科学与工程学院、材料科学与化学工程学院和阳明学院，现为教师教育学院，音乐学院所在地）
- 北校区（信息科学与工程学院、材料科学与化学工程学院和阳明学院）
- 慈溪校区（科学技术学院-民办独立学院）
- 梅山校区（2018年7月建成并正式投入使用 海运学院）

## 体育
宁波大学是篮球强校，在第22届CUBA（全国大学生篮球一级联赛）中爆冷战胜三冠王和卫冕冠军北京大学，并最终获得季军。
出身于宁波大学并成功进入CBA的选秀球员列表：
- 范汇鎏
- 王凡懿
- 赵嘉浩